# Lohmannia spinosa
Lohmannia spinosa är en kvalsterart som beskrevs av Hall 1911. Lohmannia spinosa ingår i släktet Lohmannia och familjen Lohmanniidae. Inga underarter finns listade i Catalogue of Life.